# Längdskidåkning vid olympiska vinterspelen 1984
Längdskidåkning vid olympiska vinterspelen 1984 i Sarajevo, Jugoslavien.

## Medaljörer

### Herrar
| Gren                                 | Guld                                                           | Guld      | Silver                                                                              | Silver    | Brons                                                           | Brons     |
| 15 kilometer Detaljer...             | Gunde Svan Sverige                                             | 41:25,6   | Aki Karvonen Finland                                                                | 41:34,9   | Harri Kirvesniemi Finland                                       | 41:45,6   |
| 30 kilometer Detaljer...             | Nikolaj Zimjatov Sovjetunionen                                 | 1:28:56,3 | Aleksandr Zavjalov Sovjetunionen                                                    | 1:29:23,3 | Gunde Svan Sverige                                              | 1:29:35,7 |
| 50 kilometer Detaljer...             | Thomas Wassberg Sverige                                        | 2:15:55,8 | Gunde Svan Sverige                                                                  | 2:16:00,7 | Aki Karvonen Finland                                            | 2:17:04,7 |
| 4 x 10 kilometer stafett Detaljer... | Sverige Thomas Wassberg Benny Kohlberg Jan Ottosson Gunde Svan | 1:55:06,3 | Sovjetunionen Aleksandr Batjuk Aleksandr Zavjalov Vladimir Nikitin Nikolaj Zimjatov | 1:55:16,5 | Finland Kari Ristanen Juha Mieto Harri Kirvesniemi Aki Karvonen | 1:56:31,4 |

### Damer
| Gren                        | Guld                                                               | Guld      | Silver                                                                       | Silver    | Brons                                                                         | Brons     |
| 5 kilometer Detaljer...     | Marja-Liisa Hämäläinen Finland                                     | 17:04,0   | Berit Aunli Norge                                                            | 17:14,1   | Květa Jeriová Tjeckoslovakien                                                 | 17:18,3   |
| 10 kilometer Detaljer...    | Marja-Liisa Hämäläinen Finland                                     | 31:44,2   | Raisa Smetanina Sovjetunionen                                                | 32:02,9   | Brit Pettersen Norge                                                          | 32:12,7   |
| 20 kilometer Detaljer...    | Marja-Liisa Hämäläinen Finland                                     | 1:01:45,0 | Raisa Smetanina Sovjetunionen                                                | 1:02:26,7 | Anne Jahren Norge                                                             | 1:03:13,6 |
| 4 x 5 kilometer Detaljer... | Norge Inger Helene Nybråten Anne Jahren Berit Aunli Brit Pettersen | 1:06:49,7 | Tjeckoslovakien Dagmar Švubová Blanka Paulů Gabriela Svobodová Květa Jeriová | 1:07:34,7 | Finland Pirkko Määttä Eija Hyytiäinen Marjo Matikainen Marja-Liisa Hämäläinen | 1:07:36,7 |

## Medaljtabell
| Pl. | Nation          | Guld | Silver | Brons | Totalt |
| --- | --------------- | ---- | ------ | ----- | ------ |
| 1   | Finland         | 3    | 1      | 4     | 8      |
| 2   | Sverige         | 3    | 1      | 1     | 5      |
| 3   | Sovjetunionen   | 1    | 4      | 0     | 5      |
| 4   | Norge           | 1    | 1      | 2     | 4      |
| 5   | Tjeckoslovakien | 0    | 1      | 1     | 2      |